# Casinaria plusiae
Casinaria plusiae är en stekelart som först beskrevs av Blanchard 1947.  Casinaria plusiae ingår i släktet Casinaria och familjen brokparasitsteklar. Inga underarter finns listade.